# 쿠르스카야역 (아르바츠코포크롭스카야선)
쿠르스카야역(러시아어: Курская)은 모스크바 지하철 아르바츠코 포크롭스카야 선의 역이다. 역명은 인근에 있는 쿠르스키 철도 터미널에서 따온 것이다. 

## 역사
쿠르스카야 역은 1938년 3월 13일에 개통하였다.

## 환승
쿠르스카야 역에서는 콜체바야 선의 쿠르스카야 역과 류블린스코 드미트롭스카야 선의 치칼롭스카야 역으로 갈아탈 수 있다.